# Destination: Sun
Destination: Sun è il quarto album in studio del gruppo Funk/R&B Sun. Il risultato è un degno successore di Sunburn e, dal punto di vista artistico, contiene alcuni dei migliori brani della band.

## Tracce
1. Radiation Level – 5:55 (Byron Byrd)
2. Pure Fire – 5:08 (Kim Yancey)
3. I Want To Be With You (Forever) – 4:47 (Byron Byrd)
4. Everybody Disco Down – 3:32 (Keith Cheatham)
5. Light Of The Universe – 4:52 (Keith Cheatham)
6. Deep Rooted Feeling – 4:58 (Byron Byrd, Kym Yancey)
7. Baby, I Confess – 4:02 (Sonnie Talbert)
8. Hallelujah Spirit – 4:43 (Byron Byrd)

## Formazione
- Byron Byrd - sassofono, trombone, flauto, basso, pianoforte, tastiere, percussioni, voce principale e cori
- Kym Yancey - batteria, percussioni, cori
- Gary King - trombone, cori
- Keith Cheatham - chitarra, trombone, percussioni, voce principale e cori
- Curtis Hooks - basso, sassofono, voce principale e cori
- Robert Arnold - tromba, cori
- Nigel Boulton - tromba, flicorno, pianoforte, cori

## Classifica
| Classifica (1979)         | Posizione |
| ------------------------- | --------- |
| Billboard Pop Albums      | 85        |
| Billboard Top Soul Albums | 17        |

### Singoli
| 1979 | Pure Fire       | 67 |
| 1979 | Radiation Level | 25 |